# Energie (Nico Haak)
Energie is een single van de Nederlandse zanger Nico Haak uit 1979.

## Achtergrond
Energie is geschreven door Nico Haak en Polle Eduard en geproduceerd door Bert Schouten. Het is een nederpopnummer dat gaat over energiebesparing. In het lied wordt de vrouw Marie aangesproken over haar energieverbruik. Haak werd met het nummer beloond met de Energieprijs in 1979 van het Energieonderzoek Centrum Nederland. B-kant van de single was het lied Milkshake.

## Hitnoteringen
Het lied was niet erg succesvol. De enige notering was de achttiende plaats in de Tipparade van de Nederlandse Top 40.